# Riopa popae
Riopa popae — вид сцинкоподібних ящірок родини сцинкових (Scincidae). Ендемік М'янми.

## Поширення і екологія
Riopa popae поширені в центральній М'янмі, зокрема на горі Попа. Вони живуть в сухих і вологих вічнозелених лісах.